# Praia Fluvial da Tapada Grande
A Praia Fluvial da Tapada Grande é uma praia fluvial localizada na Mina de São Domingos, Freguesia de Corte do Pinto, Município de Mértola, no Distrito de Beja.

## Descrição
A praia, situada na Barragem da Tapada Grande, dispõe de 100 metros de areal e zona de relvado. É vigiada e galardoada com bandeira azul desde 2012.

## História
A represa conhecida como Tapada Grande foi a quarta a ser criada na Mina de São Domingo. A sua construção começou em 1872 e foi inaugurada em 1882, as suas águas tinham como destino os trabalhos de irrigação dos minérios depositados na Achada do Gamo e para lazer.
Em 2001 é inaugurada a “Zona Balnear da Tapada Grande”.
A Taça de Portugal de Maratonas (canoagem) de 2012 realizou-se na Tapada Grande.

## Infraestruturas[5]
- Anfiteatro ao ar livre
- Bar com esplanada
- Caminhos pedonais
- Instalações sanitárias
- Parque de merendas
- Pista de canoagem